# Alois Melichar
Pour les articles homonymes, voir Melichar.
Alois Melichar (né le 18 avril 1896 à Vienne, mort le 9 avril 1976 à Munich) est un compositeur et chef d'orchestre autrichien.

## Biographie
Ce fils d'un maître de chapelle commence sa carrière musicale à 12 ans en tant que violoniste dans le groupe de son père. Il étudie de 1916 à 1920 le contrepoint à l'académie de musique et des arts du spectacle de Vienne.
En 1920, il suit son professeur Franz Schreker à l'université des arts de Berlin. En 1923, il devient chef d'orchestre et professeur de musique en Azerbaïdjan, en Arménie, en Géorgie et au Turkestan.
Il revient à Berlin en 1926 et est rédacteur de la rubrique Musique du Deutsche Allgemeine Zeitung. De 1927 à 1933, il est le premier chef d'orchestre et directeur musical de Deutsche Grammophon puis en 1934 de l'Orchestre philharmonique de Berlin. Il fait de nombreux enregistrements d'œuvres symphoniques, tout en continuant la critique.
À partir de 1933, il se met à composer pour des films par l'intermédiaire d'Erich Kleiber. Son premier film, Walzerkrieg, sur la rivalité entre Joseph Lanner et Johann Strauss, est une réussite et lui donne d'autres engagements. Durant la guerre, il participe à des films de propagande.
Après 1945, Melichar essaie de cacher son rôle actif dans le parti nazi et de se présenter comme une victime. De 1945 à 1949, il est le chef de l'Orchestre philharmonique de Vienne et de l'Orchestre symphonique de Vienne. De 1946 à 1949, il est le directeur musical de la radio Rot-Weiß-Rot. Il s'installe ensuite à Munich et retourne à la composition de musiques de film.
Le style de Melichar est influencé par Max Reger et Joseph Marx. Il compose dans l'esprit du néo-classicisme des œuvres pour piano, orchestre, des musiques de chambre, des chansons, des chœurs et un opéra.
Alois Melichar est le père de l'acteur Rudolf Melichar.

## Filmographie
- 1933 : Walzerkrieg/La Guerre des valses
- 1934 : Der junge Baron Neuhaus/Nuit de mai
- 1934 : Abschiedswalzer
- 1935 : Der Zigeunerbaron/Le Baron tzigane
- 1935 : Stradivari
- 1935 : Liselotte von der Pfalz
- 1935 : L'Amour musicien
- 1935 : Berceuse à enfant
- 1936 : Liebeserwachen
- 1936 : L'Étudiant pauvre
- 1936 : Das Mädchen Irene
- 1936 : Trois cœurs  de jeunes filles (de)
- 1937 : Die Fledermaus
- 1937 : Pays de l'amour
- 1938 : Capriccio (de)
- 1938 : Solo per te
- 1938 : Mutterlied
- 1938 : Michelangelo
- 1938 : Dir gehört mein Herz
- 1938 : Nanon
- 1939 : Cœur immortel
- 1939 : Marionette de Carmine Gallone
- 1939 : Maria Ilona
- 1939 : Unsterblicher Walzer
- 1940 : Das Fräulein von Barnhelm
- 1940 : Scandale à Vienne (en)
- 1941 : Das Mädchen von Fanö
- 1941 : Ma vie pour l'Irlande
- 1941 : Kameraden
- 1941 : En selle pour l'Allemagne (...reitet für Deutschland) d'Arthur Maria Rabenalt
- 1942 : Aimé des dieux (Wen die Götter lieben) de Karl Hartl
- 1942 : Attentat à Bakou (Anschlag auf Baku)
- 1942 : Rembrandt
- 1943 : Geheimnis Tibet (de)
- 1944 : Die Zaubergeige
- 1945 : Freunde
- 1946 : La Chauve-souris
- 1947 : Das unsterbliche Antlitz
- 1947 : Grève d'amour
- 1948 : Ulli und Marei
- 1948 : Le Procès
- 1949 : Eroïca
- 1949 : Weißes Gold
- 1949 : Der blaue Strohhut
- 1949 : Profondeurs mystérieuses
- 1950 : The Titan: Story of Michelangelo
- 1950 : Glück muß man haben
- 1950 : Petite Maman
- 1950 : Le baiser n'est pas un péché
- 1951 : Maria Theresia
- 1951 : Geheimnis einer Ehe
- 1952 : Vienne, premier avril an 2000
- 1953 : Vergiß die Liebe nicht (de)
- 1953 : Le Rêve brisé
- 1953 : Journal d'une amoureuse
- 1954 : Aus eigener Kraft
- 1955 : Sohn ohne Heimat de Hans Deppe
- 1955 : Dunja
- 1956 : Fuhrmann Henschel

## Source de la traduction
- (de) Cet article est partiellement ou en totalité issu de l’article de Wikipédia en allemand intitulé « Alois Melichar » (voir la liste des auteurs).